# Mauro Cetto
Mauro Darío Jesús Cetto  (* 14. April 1982 in Rosario) ist ein ehemaliger argentinischer Fußballspieler.

## Karriere
Der 1,82 m große Abwehrspieler begann seine Karriere bei Rosario Central in der argentinischen Primera División. Im Jahr 2002 wechselte er nach Europa und in die französische Ligue 1, wo er einen Vertrag beim FC Nantes unterschrieb. Der Verein stieg 2007 in die zweite Liga ab und Mauro Cetto wurde an den FC Toulouse ausgeliehen. Ein Jahr darauf verpflichtete ihn der Klub aus dem südfranzösischen Toulouse. Nach drei Jahren wechselte er zu US Palermo in die italienische Serie A. Nach nur sieben Spielen in der italienischen Serie A, wechselte Cetto im Januar 2012 auf Leihbasis zum französischen Club OSC Lille.

## Erfolge
- Copa-Libertadores-Sieger: 2014